# Atleta (atletica leggera)
In ambito sportivo ci si riferisce ai praticanti di uno sport con il termine generico atleta. Tale termine viene utilizzato, più specificamente, per indicare anche uno sportivo che pratica l'atletica leggera.

## Specializzazioni
Gli atleti possono essere raggruppati a seconda della disciplina atletica in cui sono specializzati:
- Velocisti[1] o sprinter[2], specializzati nelle gare di velocità. Si possono suddividere in base alla distanza che prediligono, i termini più diffusi sono:
  - Centometristi[3] (100 metri piani).
  - Quattrocentisti[4] (400 metri piani).
- Mezzofondisti[5], specializzati nel mezzofondo.
- Fondisti[6], specializzati nelle gare di fondo.
  - Maratoneti[7], fondisti che prediligono la maratona.
- Ostacolisti[8], specializzati nella corsa a ostacoli, sia sul rettilineo (100 e 110 metri ostacoli) che sul giro di pista (400 metri ostacoli).
- Marciatori[9], specializzati nelle varie distanze della marcia.
- Staffettisti[10], termine che indica velocisti o mezzofondisti quando prendono parte ad una staffetta.
- Saltatori[11], atleti che si dedicano al mondo dei salti, in particolare:
  - Saltatori in lungo o lunghisti[12], specializzati nel salto in lungo.
  - Triplisti, specializzati nel salto triplo.
  - Saltatori in alto o (meno utilizzato) altisti[13], specializzati nel salto in alto.
  - Astisti[14], specializzati nel salto con l'asta.
- Lanciatori[15], atleti che si dedicano ai lanci[16]:
  - Lanciatori del peso o pesisti[17], specializzati nel getto del peso.
  - Lanciatori del disco o discoboli[18], specializzati nel lancio del disco.
  - Lanciatori del martello o martellisti[19], specializzati nel lancio del martello.
  - Lanciatori del giavellotto o giavellottisti[20], specializzati nel lancio del giavellotto.
- Multiplisti, specializzati nelle prove multiple.

## L'atleta nell'arte
Fin dall'antichità la figura dell'atleta è stata oggetto di rappresentazioni artistiche di ogni genere: basti pensare alla ceramica a figure nere dell'antica Grecia, che vedeva la raffigurazione, tra le altre cose, di atleti in gara (riconoscibili per il fatto che venivano rappresentati completamente nudi). Un altro esempio si trova nelle sculture greche e romane, come il celebre Discobolo di Mirone.

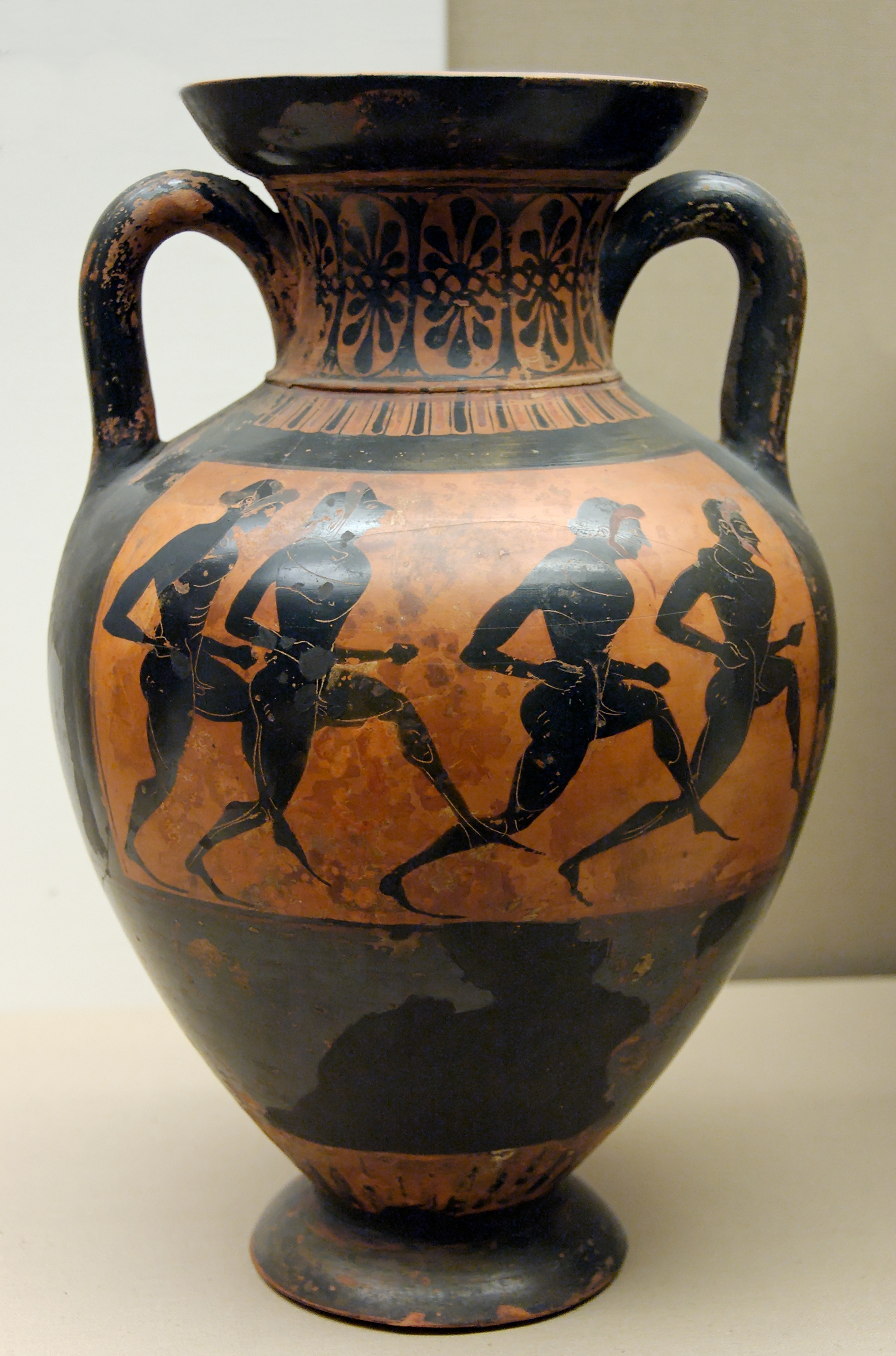
Quattro corridori in gara su un'anfora panatenaica del VI secolo a.C.
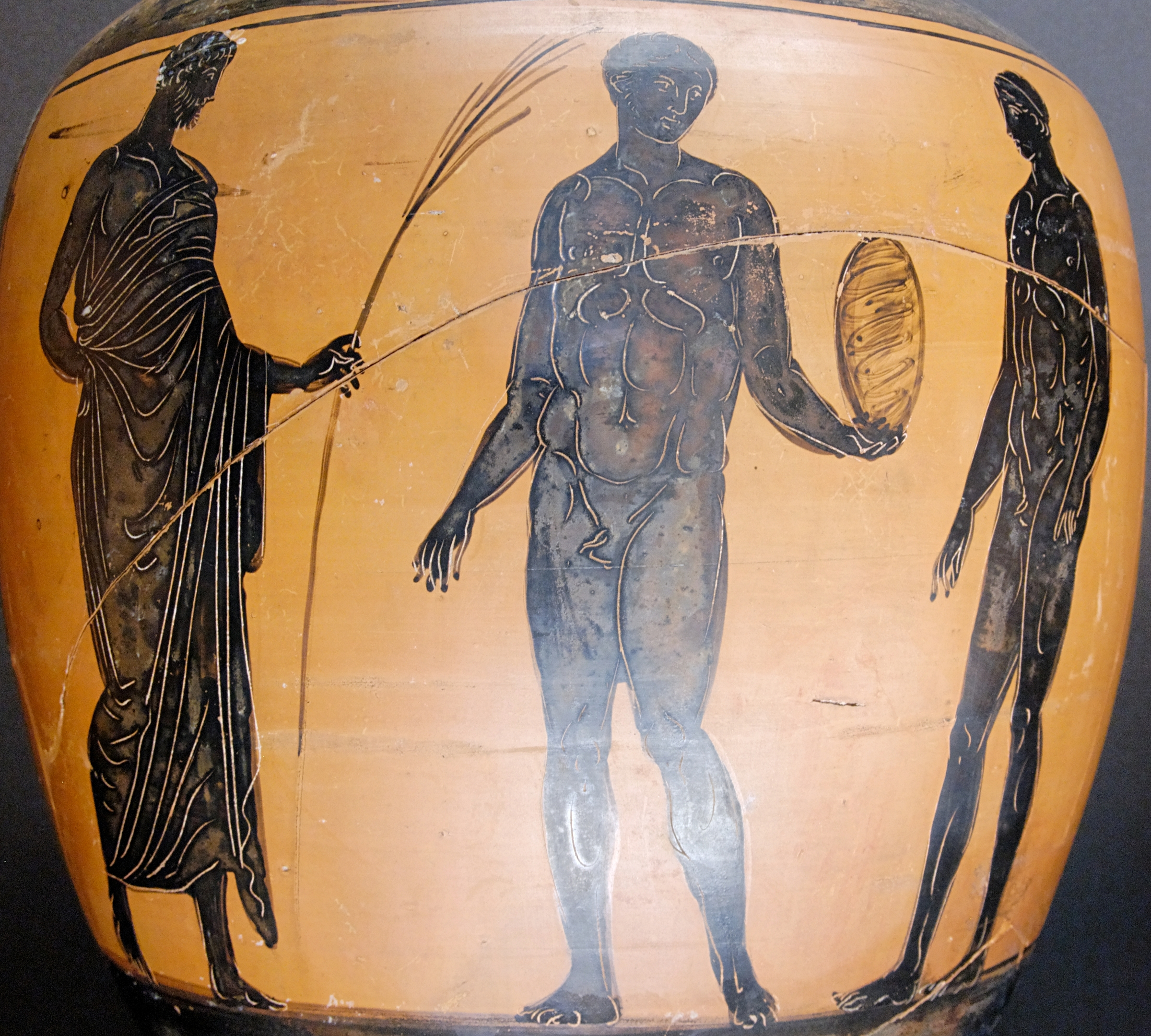
Un discobolo, un atleta e un giudice su un'anfora panatenaica del IV secolo a.C.
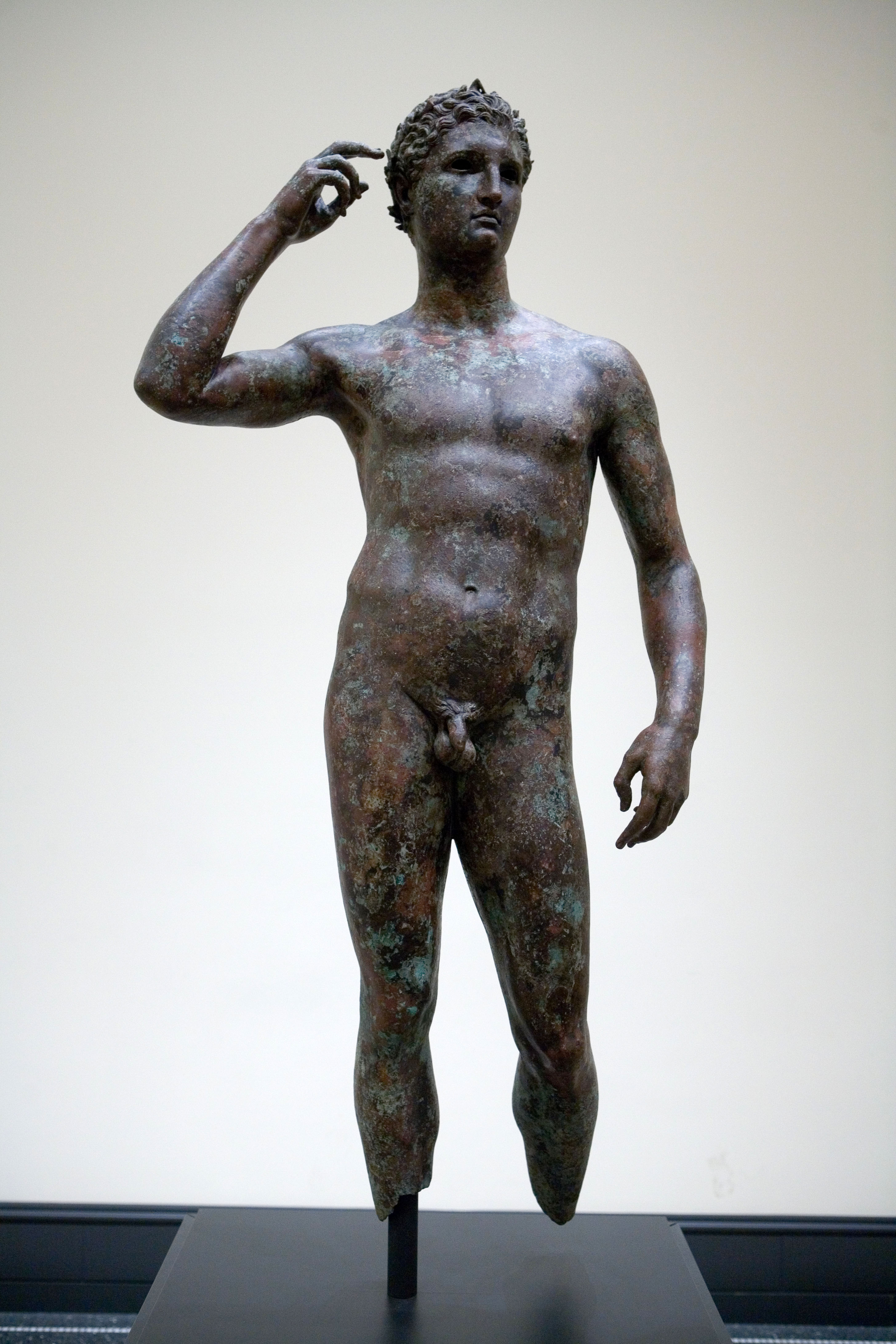
L'Atleta di Fano, opera in bronzo attribuita allo scultore greco Lisippo.
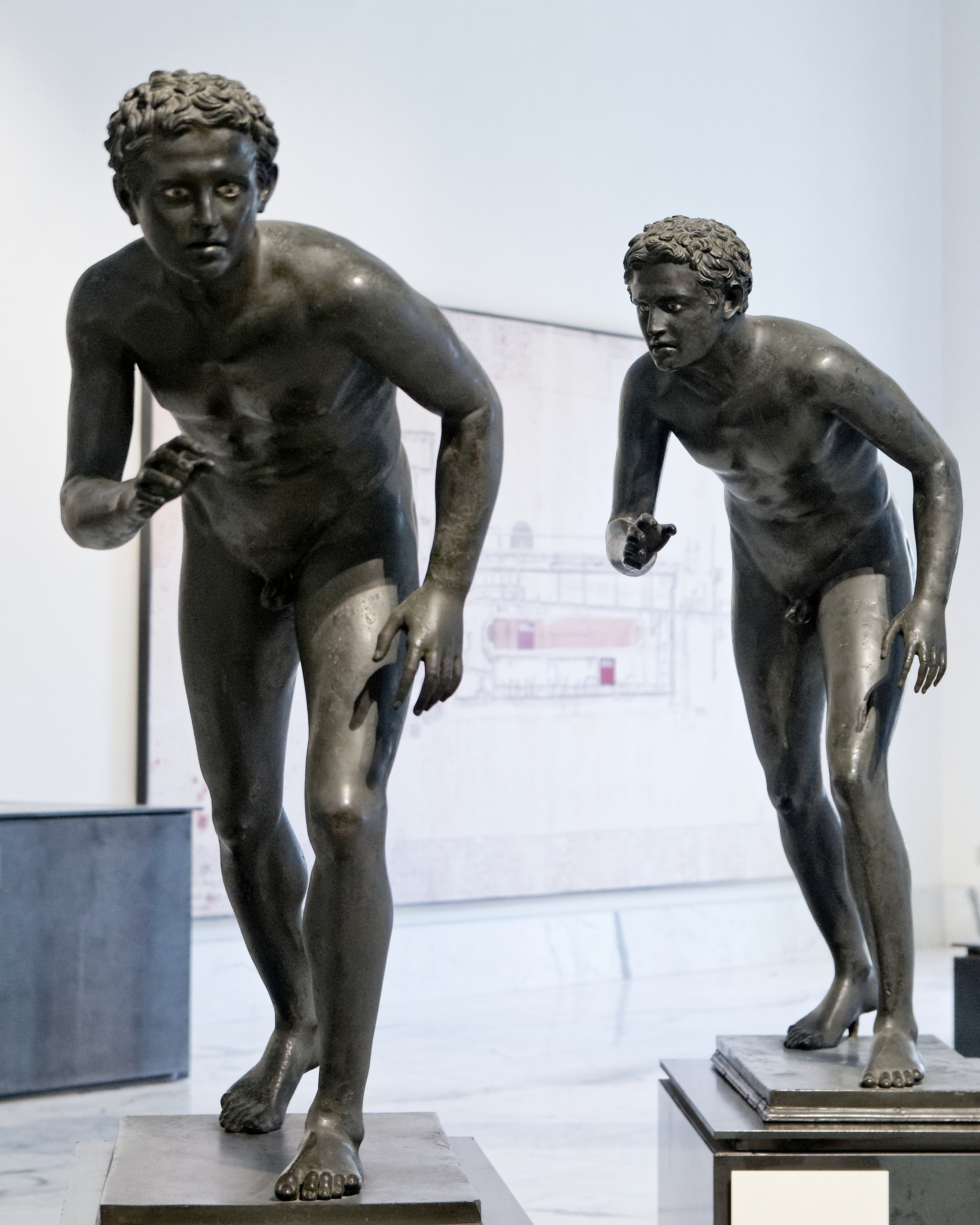
I due Corridori: statue romane in bronzo ritrovate nella Villa dei Papiri ad Ercolano.
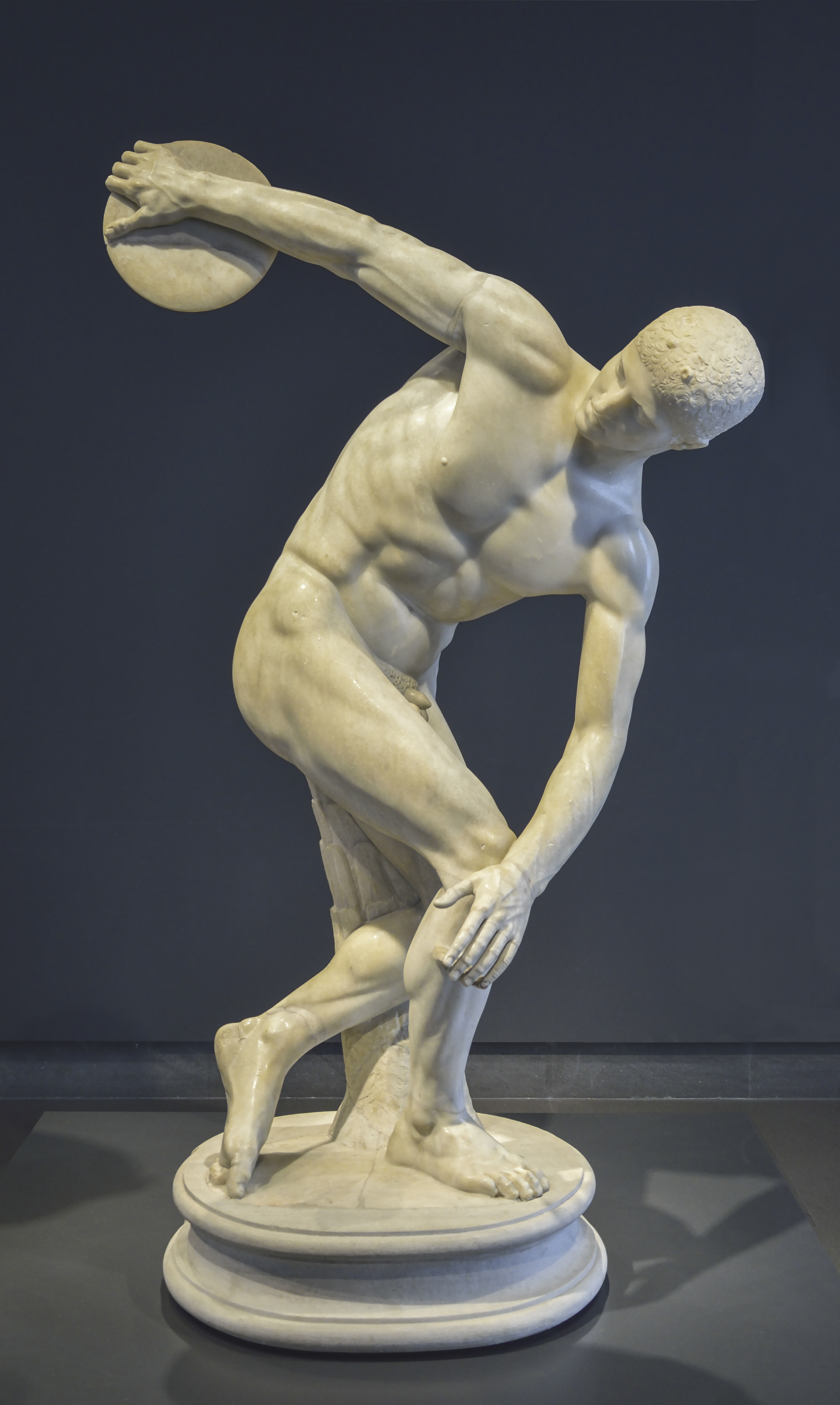
Il Discobolo di Mirone in una copia marmorea di Massimo Lancelotti.

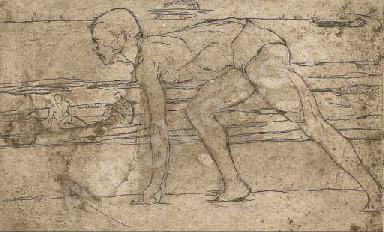
L'atleta di Umberto Boccioni

Alla fine dell'Ottocento e nei primi del Novecento, l'avvento del futurismo portò pittori e scultori ad affrontare il tema del dinamismo plastico: tra questi troviamo, per esempio, Umberto Boccioni e Carlo Carrà.
Altri importanti esempi di atleti nell'arte si ritrovano nella prima metà del Novecento, quando i regimi totalitari, soprattutto in Italia, Germania e Russia, fecero dello sport uno strumento di propaganda. È in questo periodo che si trovano importanti documenti realizzati dai grandi cineasti vicini a Hitler e Mussolini relativi alle grandi manifestazioni sportive (come i Giochi olimpici di Berlino 1936, per i quali la cineasta e fotografa tedesca Leni Riefenstahl, su incarico di Hitler, realizzò il film Olympia) o alle attività dell'Opera nazionale balilla e dei gruppi universitari fascisti, oltre alle innumerevoli opere fotografiche (come quelle dei fotografi russi Aleksandr Aleksandrovič Dejneka e Aleksandr Rodchenko) e disegni che andavano ad illustrare le locandine dell'epoca.

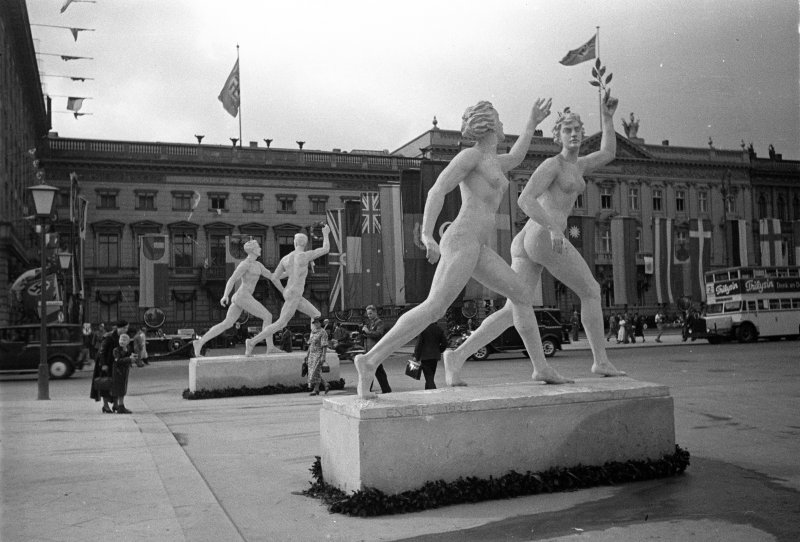
Due monumenti realizzati per i Giochi olimpici di Berlino 1936. Scatto del fotografo ceco Josef Jindřich Šechtl.
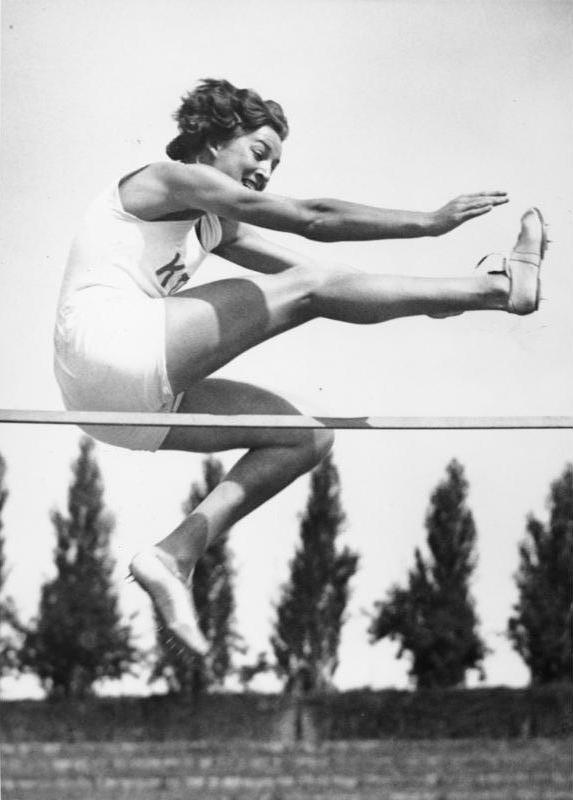
l'atleta tedesca Elfriede Kaun che a Berlino 1936 stabilì il record tedesco di salto in alto con l'asticella a 1,60 m.

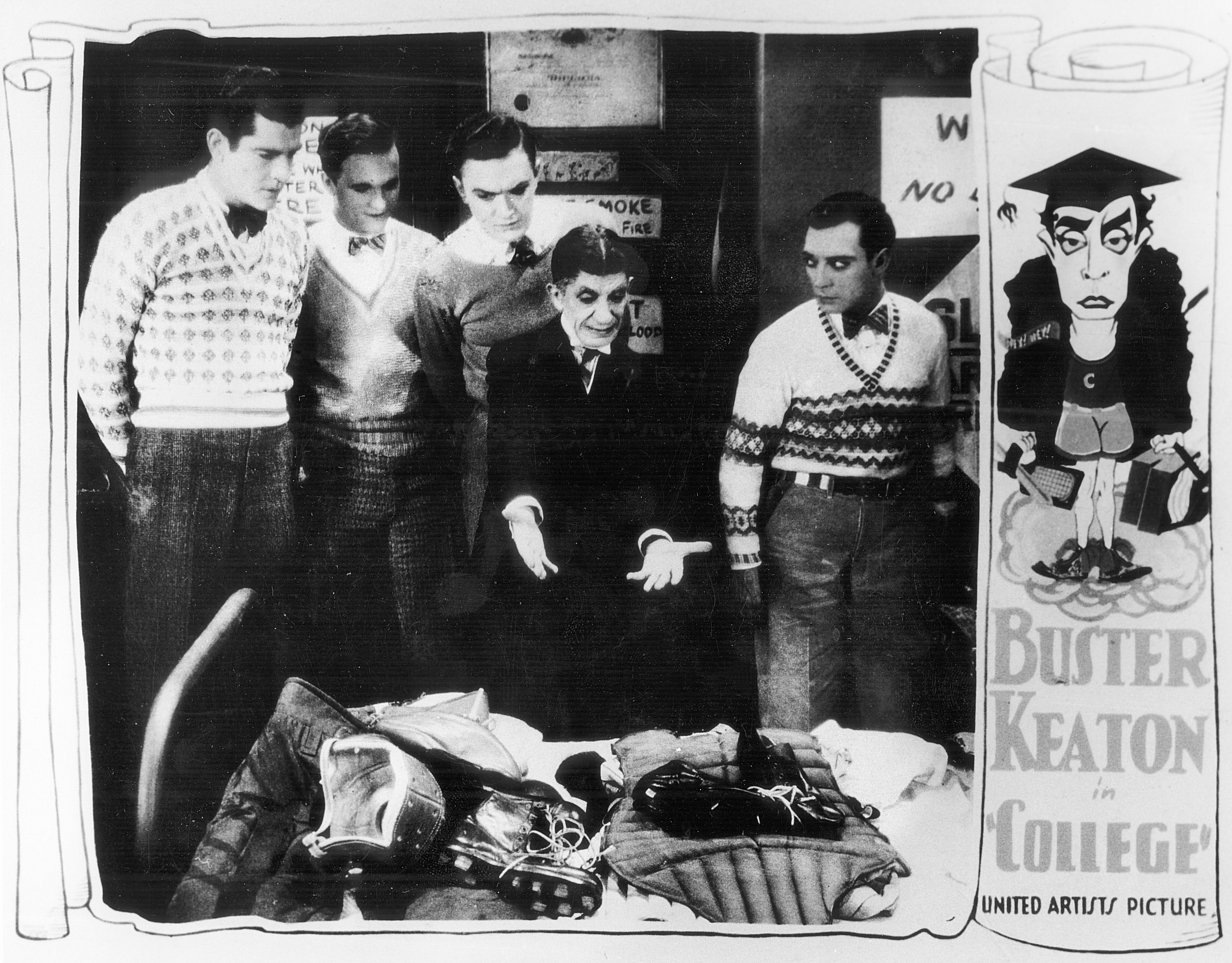
La locandina originale del film Tuo per sempre con Buster Keaton.

Anche nella storia del cinema non legata alla propaganda politica si ritrovano esempi di film incentrati sulla figura dell'atleta: nel film muto Tuo per sempre (College) del settembre 1927, diretto da James W. Horne, l'attore Buster Keaton veste i panni di uno studente che cerca di conquistare la ragazza di cui è innamorato attraverso improbabili imprese sportive, tra cui diverse, imbarazzanti, prove di atletica leggera. In una scena del film, dopo i malevoli commenti di un compagno, la ragazza risponde: "I admire his spirit. At least, he's trying" ("Ammiro il suo spirito. Almeno lui ci sta provando").
Altri film, più recenti, che hanno come protagonisti degli atleti sono, per esempio, il film a sfondo fantascientifico Goldengirl - La ragazza d'oro del 1979, i drammatici Momenti di gloria del 1981, Due donne in gara del 1982,  Un ragazzo di Calabria del 1987 e Un salto verso la libertà del 2007.
Sono stati girati anche diversi film biografici che raccontano le gesta di alcuni grandi atleti realmente esistiti. Tra questi, Pelle di rame (1951) è incentrato sulla figura di Jim Thorpe, Prefontaine (1997) e Without Limits (1998) su quella di Steve Prefontaine, mentre Race - Il colore della vittoria (2016) narra la vita di Jesse Owens.

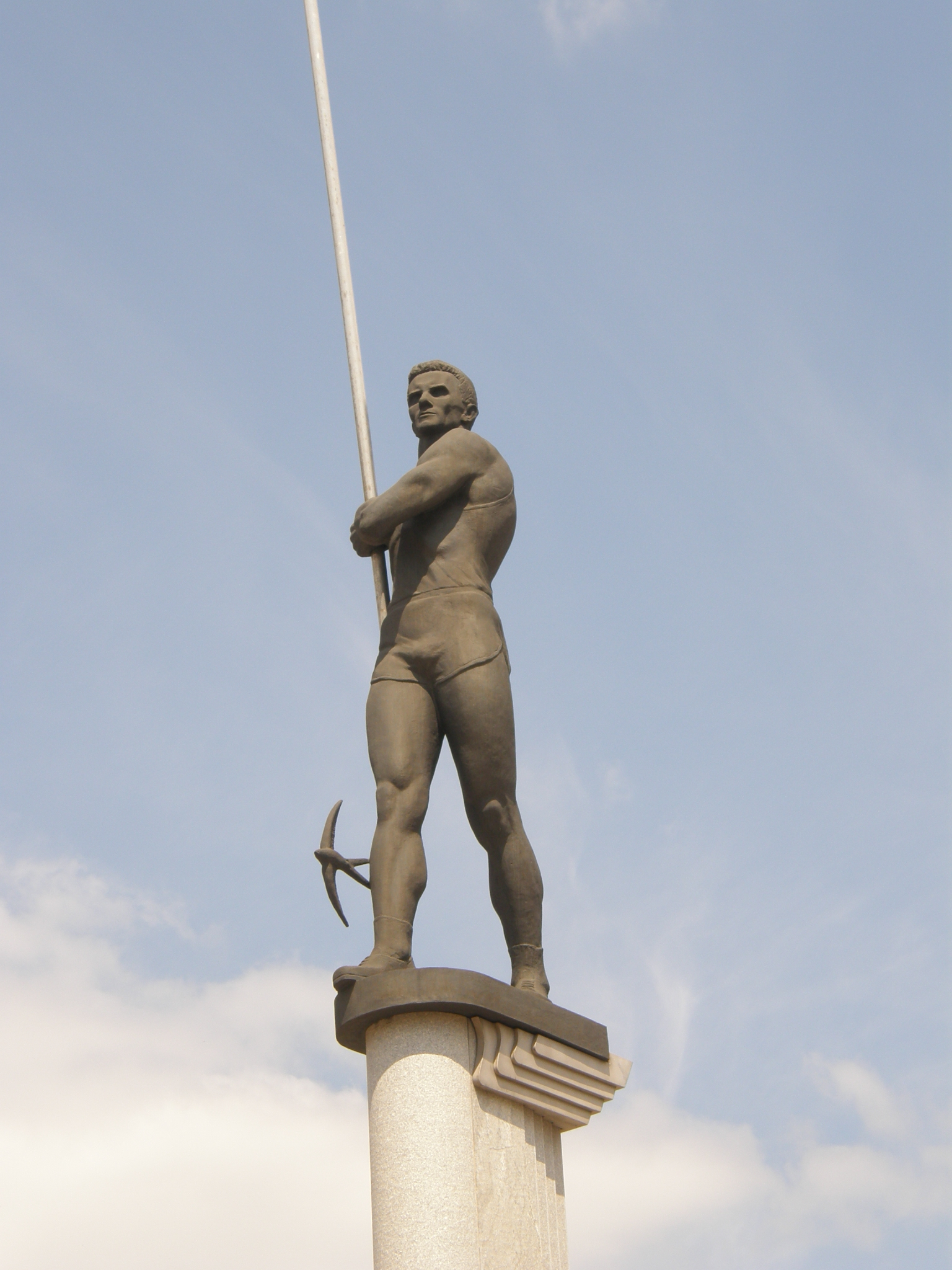
Monumento a Serhij Bubka a Donec'k.

Anche vari monumenti sono stati eretti a ricordare atleti che hanno lasciato un segno nella storia dell'atletica leggera. Ne è un esempio il monumento eretto nel 1999 a Donec'k e dedicato all'astista Serhij Bubka, detentore del record del mondo nel salto con l'asta dal 1994. Il monumento è alto 3,5 m e poggia su un basamento di 6,15 m d'altezza, misura del record del mondo indoor nel salto con l'asta, da lui ottenuto.
Raffaello Ducceschi, ex marciatore olimpico, dopo il suo ritiro dalla carriera di atleta si è dedicato all'arte, producendo, tra le altre cose, dipinti raffiguranti le diverse specialità dell'atletica leggera.

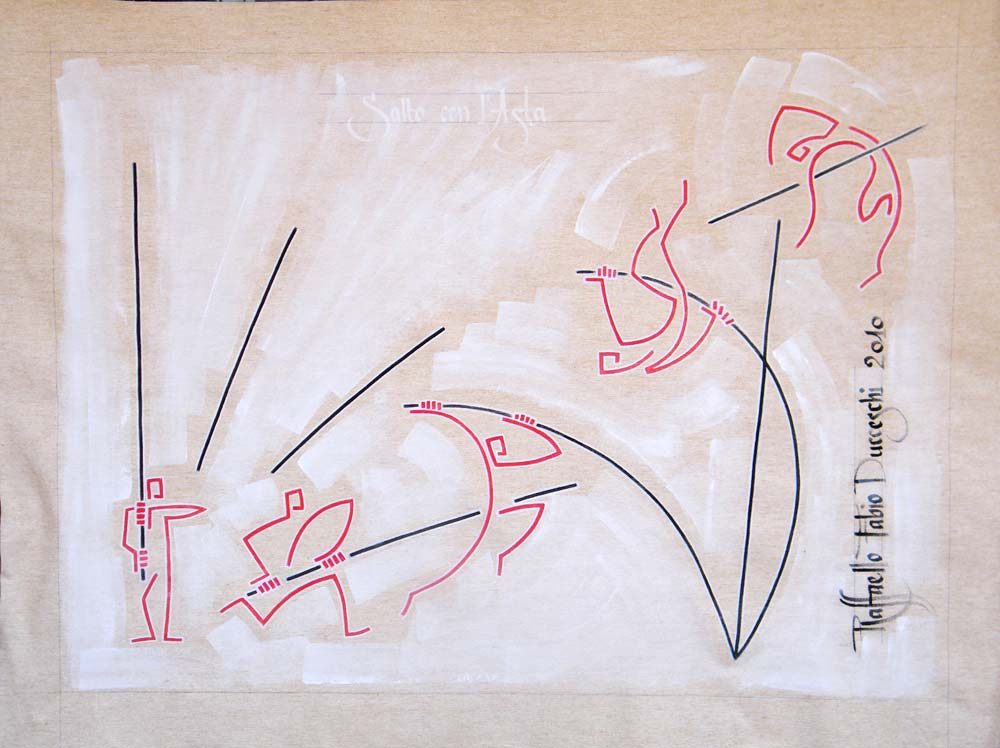
Salto con l'asta, opera del 2010 di Raffaello Ducceschi.
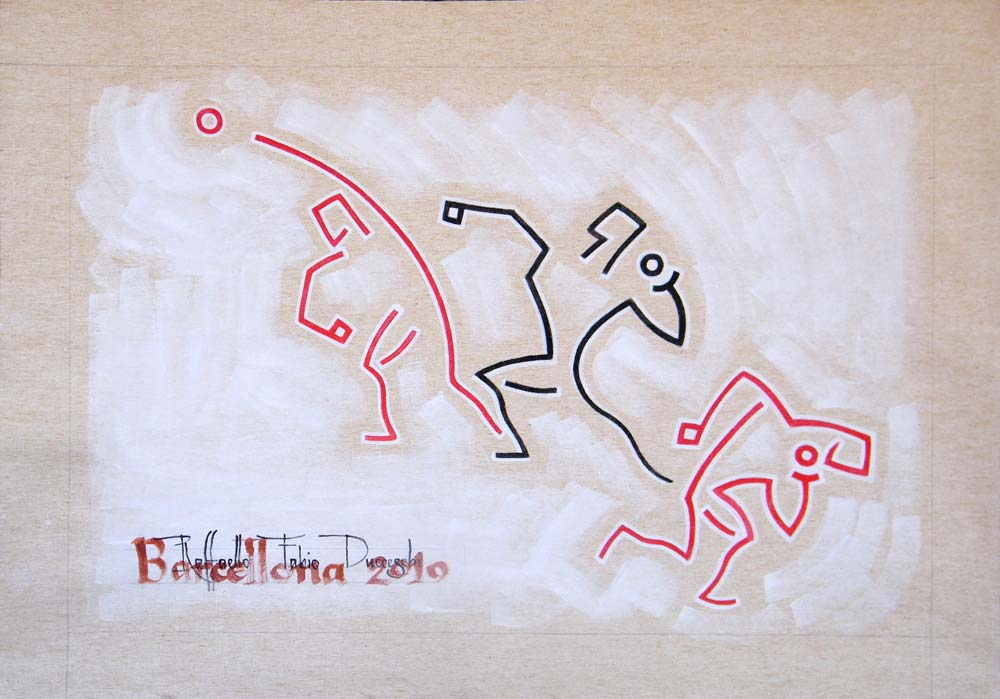
Getto del peso, opera di Raffaello Ducceschi.
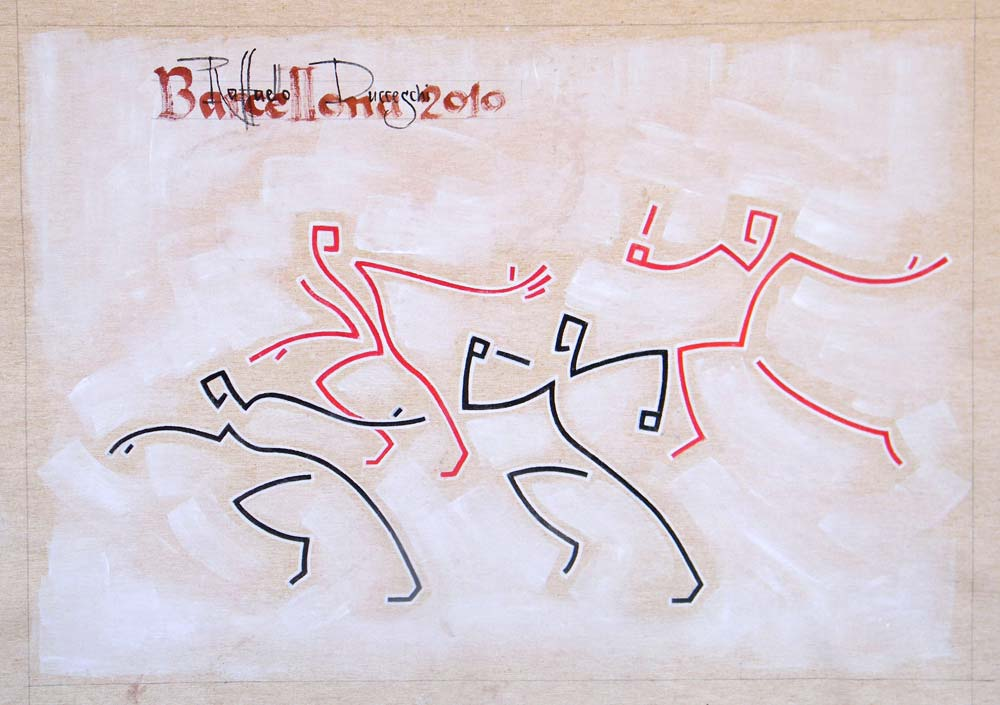
Staffetta 4×100 e 4×400 metri, opera di Raffaello Ducceschi.